# Новый Кошкуль (Новосибирская область)
Новый Кошкуль — деревня в Чистоозёрном районе Новосибирской области. Входит в состав Троицкого сельсовета.

## География
Площадь деревни — 37 гектаров.

## Население
| 2002 | 2007 | 2010 |
| ---- | ---- | ---- |
| 100  | ↘85  | ↘62  |

## Инфраструктура
В деревне по данным на 2007 год отсутствует социальная инфраструктура.